# Phaeographina
Phaeographina es un género de hongo liquenizado de la familia Graphidaceae. Este género fue descrito por primera vez por J. Müller en 1882.